# American Orient Express
El American Orient Express, anteriormente American European Express, fue un tren de pasajeros de lujo en servicio chárter entre 1989 y 2009 y operó en rutas por toda América del Norte. La empresa tenía su sede en Seattle, Washington. No existe relación entre este tren y el Venice-Simplon Orient Express ni ningún otro servicio Orient Express.

## Historia
A mediados de la década de 2000 se añadió al conjunto un vagón con cúpula completa que ofrecía una vista panorámica del paisaje que pasaba. El tren tenía un precio de $ 2000 a $ 10 000 por viaje de ida e incluía comidas, entretenimiento y estadías en hoteles. El tren operaba bajo contrato con Amtrak y utilizaba locomotoras y tripulaciones de Amtrak. Por lo general, operaba en rutas exclusivas de carga que no habían tenido servicio de pasajeros en más de 50 años. Algunas de las rutas más populares incluyeron la transcontinental Los Ángeles-Washington D. C. y la Rocky Mountain Adventure. Ambos presentaban segmentos panorámicos con largas escalas en determinadas paradas, similares a los de un crucero. Los viajes eran sólo de ida y requerían que los pasajeros que desembarcaban tomaran un autobús o un avión para regresar a su terminal de origen.
Las excursiones en trenes de pasajeros de lujo, incluido el AOE, cesaron sus operaciones durante la recesión de finales de la década de 2000. Durante las excursiones finales, no era raro que hubiera más tripulantes que pasajeros en el tren. Como parte de una reestructuración, el tren pasó brevemente a llamarse GrandLuxe Journeys y los viajes se dirigieron principalmente a México. Estos viajes finales resultaron costosos e impopulares, y las operaciones finalizaron el 8 de agosto de 2008, día en el que el tren realizó su último viaje. Tres semanas después cesaron las operaciones. En junio de 2009, los coches estaban en camino a nuevos propietarios y pronto se volvieron a pintar. 